# Theodore G. Bilbo

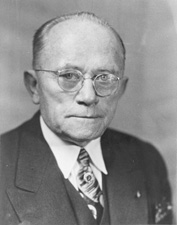
Theodore Gilmore Bilbo

Theodore Gilmore Bilbo (* 13. Oktober 1877 in Juniper Grove, Pearl River County, Mississippi; † 21. August 1947 in New Orleans, Louisiana) war ein US-amerikanischer Politiker der Demokratischen Partei. Zweimal (von 1916 bis 1920, von 1928 bis 1932) war er Gouverneur und von 1935 bis 1947 Senator des Bundesstaates Mississippi.
„The Man“ – wie er von seinen Anhängern genannt wurde – war Anhänger der White Supremacy (der „Überlegenheit der weißen Rasse“), der seine eindeutig rassistischen Ansichten in Reden, Gesetzesanträgen, auch literarischen Erzeugnissen, zum Ausdruck brachte.

## Leben
Theodore Bilbo wurde 1877 als Sohn von James Oliver Bilbo und dessen Frau Beedy (geb. Wallace) auf einer kleinen Farm in Juniper Grove, einem Dörfchen nahe Poplarville, geboren. Bilbo wuchs mit sieben Geschwistern in den allerärmsten Verhältnissen auf. Um den Collegebesuch und später sein Studium zu finanzieren, nahm er alle möglichen Jobs an, arbeitete in Wäschereien, Mühlen, als Zeitungsverkäufer. Nach dem Besuch von öffentlichen Schulen ging er zum Peabody College in Nashville (Tennessee) und studierte die Rechtswissenschaften an der Law School der Vanderbilt University in Nashville. Beide Institutionen verließ er jedoch ohne Abschluss und arbeitete zunächst als Schullehrer, unterrichtete unter anderem an der Aaron Academy der Nicholson High School, dann an Schulen in Bayou Encent, Anner, Kiln und Wiggins. 1908 wurde er in Tennessee als Anwalt zugelassen und eröffnete eine Anwaltskanzlei in seiner Heimatstadt Poplarville. Dann beschloss er sich der Politik zuzuwenden.

## Politische Laufbahn

### Senator im Staat Mississippi

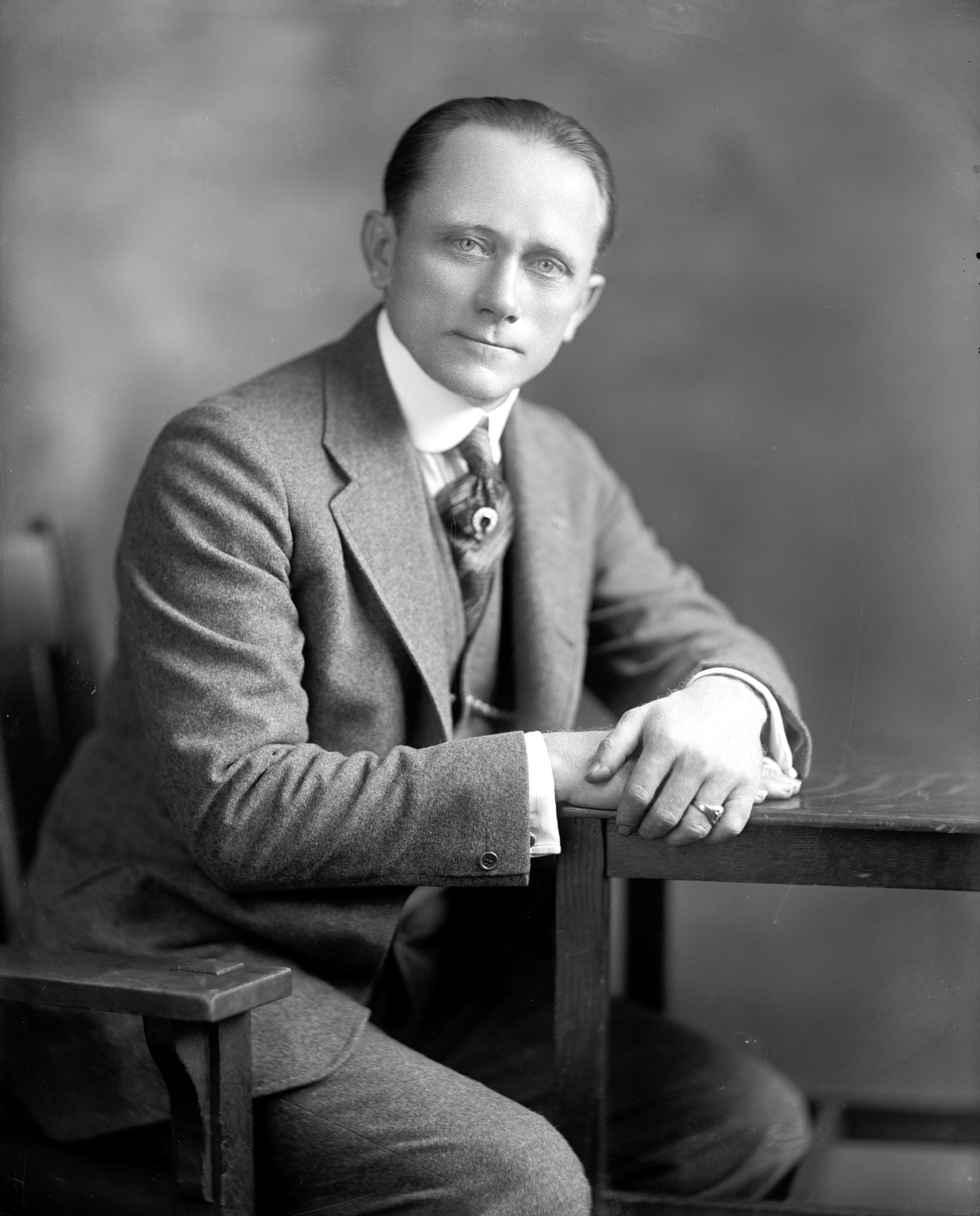
Theodore Bilbo als junger Politiker

Seinen ersten politischen Erfolg verzeichnete Bilbo, als er im Jahre 1908 in den Senat von Mississippi gewählt wurde. Er behielt dieses Mandat bis 1912.

### Gouverneur von Mississippi
1912 wurde er zum Vizegouverneur von Mississippi gewählt. Dieses Amt bekleidete er bis 1916. 1915 wurde Bilbo zum Gouverneur von Mississippi gewählt und hatte dieses Amt von 1916 bis 1920 inne. Da die Amtszeit der Gouverneure von Mississippi zur damaligen Zeit auf eine Amtsperiode beschränkt war, war es ihm nicht möglich, sich im Jahre 1919 erneut zur Wahl zu stellen. Aus diesem Grund trat er im Jahre 1920 bei den Wahlen für das Repräsentantenhaus von Mississippi an. Es gelang ihm jedoch nicht, einen Sitz zu erringen, und so arbeitete er wieder als Rechtsanwalt.
1927 bewarb er sich erneut um das Amt des Gouverneurs von Mississippi. Während dieses Wahlkampfs rief der noch amtierende Gouverneur Dennis Murphree, um den Lynchmord an einem Schwarzen zu verhindern, die Nationalgarde zu Hilfe. Bilbo schlachtete diesen Vorfall zu seinem Vorteil aus, indem er in seinen Reden immer wieder darauf hinwies, dass er sich – wäre er bereits im Amt gewesen – mit Sicherheit anders entschieden hätte. Dieses Appellieren an den Rassismus half Bilbo die Gouverneurswahlen zu gewinnen. So wurde er der erste Gouverneur in Mississippi seit 1890, der dieses Amt für zwei Amtszeiten bekleidete. Im Jahre 1932 musste Bilbo dann erneut den Gouverneursposten niederlegen, weil – wie schon zuvor – die in Mississippi geltende Vorschrift zum Tragen kam, die einem Gouverneur keine zwei unmittelbar aufeinander folgende Amtszeiten erlaubte.

### Senator im US-Kongress
Doch schon bei den im Jahre 1934 anstehenden Wahlen zum US-Senat gelang ihm ein erneutes politisches Comeback, als er den damaligen Amtsinhaber Hubert D. Stephens schlagen konnte. Wie schon bei den Gouverneurswahlen im Jahre 1927 rekrutierte sich das Gros seiner Wähler aus den armen/verarmten weißen Bevölkerungsschichten Mississippis. Die New York Times beschrieb in einem Artikel vom 30. September 1934 den damaligen Wahlkämpfer Bilbo:
„Hypnotic in his power, a master of invective, and making astute use of his familiarity with the Bible, he swayed the white tenants, small planters and the bankrupt with his assaults on Wall Street. […] Like Huey Long of Louisiana, his stronghold is the rural sections. There he is hailed as a courageous and unfailing defender, and his public appearances have the flavor of revival meetings.“
(„Durch seine Energie geradezu hypnotisierend, und ein Meister der Beschimpfung [des politischen Gegners], macht er scharfsinnig Gebrauch von seinen genauen Bibel-Kenntnissen, um die weißen Landpächter, die kleinen oder [schon] bankrotten Pflanzer durch seine Angriffe auf die Wall Street mitzureißen. […] Wie bei Huey Long in Louisiana, kommt auch Bilbos Anhängerschaft aus den ländlichen Gebieten [Mississippis]. Dort wird er enthusiastisch gefeiert als mutiger und verlässlicher Verteidiger [ihrer Interessen] und seine öffentlichen Auftritte vermitteln den Eindruck von Massenevangelisation.“)
In den ersten Jahren seiner Zeit im Senat war Bilbo dann jedoch eher ein unauffälliger „Hinterbänkler“ und unterstützte die New-Deal-Politik Roosevelts, da die Südstaaten von ihr profitierten.

#### Gegner des „Anti-lynching-Bill“
Bilbos Bekanntheitsgrad steigerte sich aber im Januar des Jahres 1938, als er zusammen mit den anderen den Südstaaten entstammenden Senatoren Front gegen einen Anti-Lynch Gesetzentwurf machte.
Der Wahlsieg Roosevelts im Jahre 1932 hatte bei der schwarzen Bevölkerung die Hoffnung aufkommen lassen, dass nun entscheidende Schritte unternommen würden gegen die beständig ansteigende Zahl der Lynchmorde von Weißen an Schwarzen. Mary McLeod Bethune und Walter Francis White, Generalsekretär der NAACP, zwei entschiedene Gegner der Lynchmorde, hatten die Wahlkampagne Roosevelts mitgetragen und man hoffte, dass sie ihren Einfluss geltend machen könnten. Am 3. Januar 1935 wurde auch tatsächlich ein Anti-Lynch-Gesetz, die so genannte Costigan-Wagner Bill – benannt nach seinen beiden Hauptinitiatoren, den Demokraten Robert F. Wagner (New York) und Edward P. Costigan (Colorado) – im US-Senat eingebracht. Das Gesetz sollte Lynchen an sich, darüber hinaus Polizeibeamte, die solche Straftaten tolerierten, daran mitwirkten bzw. nicht verfolgten, mit Strafe bedrohen. Vor allem aber sollten die Strafverfahren aus der Zuständigkeit der einzelnen Bundesstaaten auf gesamtstaatliche Ebene (Federal Trials) gezogen werden. Im Rahmen der Diskussion um den Gesetzentwurf vertrat Smith die Meinung, dass das Lynchen einfach notwendig sei „to protect the sanctity of our woman-hood“ („um die Heiligkeit der Frauen zu verteidigen“). Trotz der Eingabe tausender Petitionen der schwarzen Bevölkerung und Bürgerrechtlern scheiterte das Gesetz am Widerstand der demokratischen Senatoren der Südstaaten, zumal Präsident Roosevelt sich weigerte, seinen Einfluss geltend zu machen, da er befürchtete, im Kongress die Unterstützung der Südstaaten-Demokraten für sein New-Deal-Programm und bei den im Jahre 1936 anstehenden Wahlen zu verlieren.
Ein erneuter Anlauf, das Lynchen per Gesetz unter Strafe zu stellen, wurde 1937/38 unternommen. Ein neuer Gesetzentwurf wurde von Joseph A. Gavagan, einem Kongressabgeordneten aus New York, und Senator Frederick Van Nuys aus Indiana eingebracht. Bilbo und die anderen Senatoren der Südstaaten wollten auch diesen Gesetzentwurf auf keinen Fall passieren lassen und begannen einen der längsten Filibuster in der Geschichte der Vereinigten Staaten. Die „Dauerreden“ begannen am 6. Januar 1938 und endeten erst am 27. Januar 1938. Bilbo deckte diejenigen, die den Gesetzentwurf befürworteten und unterstützten, mit Schimpfworten wie „Mulattoes, Octoroons, Quadroons“ ein (s. Stichworte in der engl. wiki), nannte Walter Francis White – in offensichtlicher Anspielung auf dessen schwarze Vorfahren – einen „Ethiopian“ („Äthiopier“), und erläuterte (im Hinblick auf White) seine (realen oder auch nur vorgetäuschten) Ängste:
“When once the flat-nosed Ethiopian, like the camel, gets his proboscis under the tent, he will overthrow the established order of our Saxon civilization.”
(„Wenn es diesem plattnasigen Äthiopier jemals gelingen sollte, wie einst dem Kamel, seinen Rüssel unter dem Zeltrand durchzustrecken, wird er die bestehende Ordnung unserer angelsächsischen Zivilisation umstürzen.“)
Und:
“If you succeed in the passage of this bill, you will open the floodgates of hell in the South. Raping, mobbing, lynching, race riots, and crime will be increased a thousandfold; and upon your garments and the garments of those who are responsible for the passage of the measure will be the blood of the raped and outraged daughters of Dixie, as well as the blood of the perpetrators of these crimes that the red-blooded Anglo-Saxon white Southern men will not tolerate.”
(„Wenn Sie dieses Gesetz [durch den Senat] bringen, werden sie die Schleusen der Hölle in den Südstaaten öffnen. Vergewaltigungen, Übergriffe, Lynchen, Rassenunruhen, Verbrechen werden um das Tausendfache zunehmen; und auf Ihren Kleidern und auf den Kleidern derjenigen, die verantwortlich für die Verabschiedung dieses Gesetzes sind, wird sich das Blut der vergewaltigten und geschändeten Töchter von Dixie ergießen, als auch das Blut der Täter dieser Verbrechen, welche von den rotblütigen angelsächsischen weißen Männern der Südstaaten nicht hingenommen werden.“)
Nach fast einem Monat Filibuster war der politische Gegner zermürbt und das Gesetz gescheitert.

#### „White supremacy“(„Überlegenheit der weißen Rasse“)
Aus Bilbos Perspektive, auf der ihm eigenen Werte-Skala, war seine, die weiße Rasse, eindeutig höherstehend, die „Neger-Rasse“ minderwertig – und zwar unabänderlich:
“It is the height of folly, to assume that environment, discipline, education, and all other external devices can affect the blood, smooth down inequalities between individuals of the same breed, much less between different breeds, or transmute racial qualities.”
(„Es ist der Gipfel der Dummheit, zu behaupten, das [soziale] Umfeld, Disziplin, Erziehung und alle anderen äußerlichen Maßnahmen könnten das Blut beeinflussen und die Ungleichheiten zwischen Individuen derselben Rasse, oder gar zwischen unterschiedlichen Rassen, ausgleichen oder Rasseneigenschaften umwandeln.“) (Rede am 24. Mai 1938 / Cong. Rec., 75 Cong., 3 Sess., 7363)
Naheliegend erkannte er in den deutschen Nationalsozialisten geistige Verwandte und sah in dem von den Nazis propagierten Leitbild des reinrassigen arischen Herrenmenschen ein erstrebenswertes Vorbild:
“The Germans appreciate the importance of race values. They understand that racial improvement is the greatest asset that any country can have. […] They know, as few other nations have realized, that the impoverishment of race values contributes more to the impairment and destruction of a civilization than any other agency.”
(„Die Deutschen schätzen die Bedeutung der Rassenmerkmale richtig ein. Sie verstehen, dass die rassische Verbesserung das größte Vermögen eines Landes ist. […] Sie, wie auch einige andere Nationen, haben erkannt, dass die Verschlechterung von Rassenmerkmalen mehr zur Schädigung und Zerstörung einer Zivilisation beiträgt als alles andere.“) (Rede am 24. Mai 1938 / Cong. Rec., 75 Cong., 3 Sess. 7361)

#### „Greater Liberia“
Trotzdem sah er die weiße Rasse von der „Neger-Rasse“ bedroht und forderte die Rassentrennung, oder aber, falls sich dies nicht durchführen ließe, die Deportation der gesamten schwarzen Bevölkerung der USA nach Afrika.
Schon im Zusammenhang mit seinen rhetorischen Ausfällen gegen das „Anti-lynching-Bill“ hatte Bilbo diese Vorstellungen im US-Senat vorgetragen:
“It is essential to the perpetuation of our Anglo-Saxon civilization that white supremacy be maintained, and to maintain our civilization there is only one solution, and that is either by segregation within the United States, or by deportation of the entire Negro race to its native heath, Africa.”
(„Es ist für das Fortbestehen unserer angelsächsischen Zivilisation ausschlaggebend, die Überlegenheit der weißen Rasse aufrecht zu halten, und um unsere Zivilisation aufrecht zu halten, gibt es nur eine Lösung, und das ist entweder die Rassentrennung innerhalb der Vereinigten Staaten oder die Deportation der gesamten Negerrasse in ihr ursprüngliches Herkunftsgebiet, nach Afrika.“) (Rede am 24. Mai 1938, Cong. Rec., 75. Cong., 3. Sess., 881)
Mit seinen Deportationsplänen sah er sich in göttlicher Mission, letztlich als Erfüllungsgehilfe Gottes:
“It is further a plan of the almighty that the Negroes may be transferred back to the land of their forefathers.”
(„Im Übrigen ist es der Plan des Allmächtigen, dass die Neger wieder in das Land ihrer Vorväter zurückgebracht werden.“) (Rede am 24. Mai 1938 / Cong. Rec., 75 Cong., 3 Sess. 4671)
War in seinen ersten Bemerkungen ganz allgemein von Deportation der schwarzen Bevölkerung nach Afrika die Rede, so hatte er, als er im April 1939 seine Vorstellungen erneut im Senat vortrug, bereits konkretere Pläne ausgearbeitet. Ein „Greater Liberia“ war jetzt der Zielort, wohin die schwarze Bevölkerung der USA nach den Vorstellungen Bilbos deportiert werden sollte. Die europäischen Kolonialmächte Großbritannien und Frankreich sollten – gegen Erlass ihrer Schulden bei den USA – dazu bewegt werden, Teile ihrer umliegenden Kolonien zur Verfügung zu stellen.
In den Medien wurde Bilbos Rassismus nicht thematisiert und innerhalb der Demokratischen Partei war er weiterhin als Wahlkämpfer geschätzt. Senator Joseph F. Guffey (Pennsylvania) nannte ihn „tops among Southern statesmen as a campaigner“ („einer der ganz Großen unter den Wahlkämpfern der Südstaaten“). Und so hatte Bilbo bei der im Jahre 1940 anstehenden Senatswahl keine Schwierigkeiten, seinen Senatorenposten zu halten.

### Beginnende Opposition
Erst im Verlauf des Zweiten Weltkrieges und der damit einhergehenden größeren Sensibilisierung gegenüber Rassismus – auch innerhalb des eigenen Landes – wandelte sich die Einstellung der Öffentlichkeit. Bilbos rassistische Ausfälle fanden zunehmend Beachtung.
Als er am 22. März 1944 im Verlauf einer Rede im Kongress von Mississippi sagte:
“When this war is over and more than two million Negro soldiers, whose minds have been filled and poisoned with political and social equality stuff, return and ‘hell breaks out’ all over the country, I think I’ll get more help in settling the Negroes in Africa.”
(„Wenn dieser Krieg erst einmal vorbei sein wird und [dann] mehr als 2 Millionen Neger-Soldaten [in die USA] zurückkommen werden, die Köpfe gefüllt und vergiftet mit diesem Zeug von politischer und sozialer Gleichheit, und die Hölle in diesem Land hier ausbricht, dann, vermute ich, werde ich umfangreichere Unterstützung bekommen [für meinen Plan] die Neger nach Afrika umzusiedeln.“)
(Washington Post, 23. März 1944)
...schrieb die Washington Post am darauffolgenden Tag:
“Dr. Goebbels himself could not have hewed more faithfully to Nazi racial doctrines”
(„Selbst Dr. Goebbels hätte die Rasselehre der Nazis nicht sorgfältiger schildern können.“)
Und sie fragte:
“Is there any possible reason then for keeping at the head of the District of Columbia a man who is using Hitlerian doctrine to disrupt national unity and sow seeds of discord and make our democracy appear ridiculous before the world?”
(„Gibt es einen einzigen vernünftigen Grund dafür einen Mann der die Lehren Hitlers benutzt, der Zwietracht sät und unsere Demokratie in der ganzen Welt lächerlich erscheinen lässt, an der Spitze des District of Columbia zu halten?“)
(Washington Post, 23. März 1944)

### Antisemitismus
Als im Sommer 1944 im Kongress Debatten über das Fair Employment Practices Committee (FEPC) stattfanden, ergänzte Bilbo seinen Rassismus mit Antisemitismus.
(Die FEPC (später: Fair Employment Practices Commission / FEPC) war von Präsident Roosevelt eingesetzt worden, um Diskriminierungen in der Arbeitswelt aufgrund von Rasse, Glaubensbekenntnis, Hautfarbe oder Nationalität aufzuheben.)
In der Debatte verlas Bilbo den Brief eines „alten Freundes“ („an old friend of mine“). Dieser „alte Freund“ hatte ihm angeblich folgendes geschrieben:
“I continuously travel the United States and give my word from close examination that the birds behind all this social race equality stuff are Jews.”
(„Ich reise beständig in den USA umher und nach genauer Untersuchung gebe ich mein Wort d’rauf, dass die Knilche, die hinter all diesem Zeug von sozialer und Rasse-Gleichheit stecken, Juden sind.“)
(Cong. Rec., 79 Cong., 1 Sess., 6809)
Bilbo wandte sich dann der ethnischen Zusammensetzung der FEPC-Beschäftigten zu und fragte:
“Do Senators propose that we spend $446,000 of the people’s money for 66 Negroes, 12 Jews, a few gentiles, and two Japs, just to be ‘lollypops’ for this country, ‘sugar boys’ going around pacifying?”
(„Schlagen die [hier versammelten Herren] Senatoren wirklich ernsthaft vor, dass wir 446 000 Dollar an Steuergeldern für 66 Neger, 12 Juden, ein paar Christen und 2 Japse ausgegeben sollen? Und das alles nur um die ‚Dauerlutscher’ dieses Landes zu sein, die ‚Zuckerbübchen’, die rumlaufen um für Frieden [in der Arbeitswelt] sorgen?“)
(Cong. Rec., 79 Cong., 1 Sess., 6812)
Angesichts dieser Ausfälle schrieb die Zeitung The Nation:
“Senator Bilbo’s exhibition last Thursday made it appear that at the cost of hundreds of thousands of lives we had destroyed Hitler’s racial obscenity in Europe only to have it parade in all its shameless arrogance at the very center of our democracy.”
(„Der Auftritt von Senator Bilbo am vergangenen Donnerstag vermittelt den Eindruck, dass wir ganz offensichtlich Hitlers Rassen-Wahn in Europa, auf Kosten von tausenden von Menschenleben, nur deshalb vernichtet haben, damit wir ihn nun hier bei uns, im Zentrum der Demokratie, in seiner ganzen schamlosen Arroganz einhermarschieren sehen zu können.“) (The Nation, 7. Juli 1945)
The Nation ergänzte:
“Perhaps we should warn the other nations that Bilbo is an atavistic survival and not an effective symbol of American democracy. […] The challenge is nothing less than to extirpate from American public life all the evil intolerance that Bilbo and Rankin personify.”
(„Vielleicht sollten wir die anderen Nationen warnen, dass Bilbo [nur] ein entwicklungsgeschichtlich schon lange überlebtes Überbleibsel darstellt, und kein Symbol der gegenwärtigen amerikanischen Demokratie ist. […] Die Herausforderung besteht darin all diese bösartige Intoleranz, die Bilbo und Rankin personifizieren, aus dem öffentlichen Leben der Vereinigten Staaten auszurotten.“)
(The Nation, 7. Juli 1945)
(Rankin = John E. Rankin * 1882;† 1960, Demokratische Partei d. USA / Kongress/Repräsentantenhaus-Abgeordn. Mississippi 1921–1953 (67. – 82. Kongr.) – s. engl. wiki)
Die Vermengung von Rassismus und Antisemitismus wurde nochmals deutlich in einem Brief, den er dem Generalsekretär des National Committee to Combat Anti-Semitism, Leonard E. Golditch, schrieb:
“There are five million Jews in the United States and the majority of them are fine public citizens, but if Jews of your type don’t quit sponsoring and fraternizing with the Negro race you are going to arouse so much opposition that they will get a very strong invitation to pack up and resettle in Palestine, the homeland of the Jews, just as we propose to provide for the voluntary resettlement of the American Negro in West Africa their fatherland. Now do not pop-off and say I am in favor of sending the Jews to Palestine. What I am trying to say to you is that there are just a few of you New York ‘kikes’ that are fraternizing and socializing with the Negroes for selfish and political reasons and if you keep it up you will arouse the opposition of the better class of your race.”
(„Es gibt etwa 5 Millionen Juden in den Vereinigten Staaten, und in ihrer Mehrheit sind das alles wirklich feine Mitbürger, aber wenn Juden von Ihrer Sorte nicht aufhören die Neger-Rasse zu unterstützen und sich mit ihnen zu verbrüdern, dann werden Sie soviel Widerstand hervorrufen, dass sie eine Aufforderung bekommen werden Ihre Sachen zu packen und nach Palästina überzusiedeln, dem Heimatland der Juden, und zwar genauso wie wir vorschlagen die freiwillige Übersiedlung der Neger nach Westafrika, ihrem Vaterland, zu unterstützen. Jetzt schalten Sie mal nicht gleich ab, weil Sie meinen ich wäre dafür die Juden nach Palästina zu schicken. Ich versuche Ihnen nur klarzumachen, dass es nur sehr wenige von euch New Yorker ‚Kikes‘ [Schimpfwort für Juden/s. engl. wiki] sind, die sich mit den Negern verbrüdern, und zwar aus selbstsüchtigen und politischen Beweggründen, und dass Sie, sollten Sie so weitermachen, den Widerstand des besseren Teils Ihrer Rasse hervorrufen werden.“)
(Newsweek, 6. August 1945 + Time 6. August 1945)

### Letzter Wahlkampf
Im Januar 1946 kündigte Bilbo an, dass er bei den anstehenden Senatswahlen seine nochmalige Wiederwahl anstreben werde. Er versicherte u. a. auch weiterhin – und unbeirrbar – die Fair Employment Practices Commission, das Anti-lynching-Bill bekämpfen zu wollen:
“I call on every red-blooded white man to use any means to keep the niggers away from the polls; if you don’t understand what that means you are just plain dumb.”
(„Ich rufe jeden rotblütigen weißen Mann dazu auf, alle nur erdenkliche Mittel einzusetzen um die Nigger von den Wahlurnen fernzuhalten. [Und] wenn Sie nicht begreifen, was ich Ihnen damit sagen will, sind sie ganz einfach bescheuert.“) (Time, 1. Juli 1946)
In den 1920er und 1930er Jahren war diese Sprache für Politiker der Südstaaten durchweg üblich. Viele von ihnen – wie etwa James Eastland, Richard B. Russell, Strom Thurmond oder George Wallace – gewannen bis in die 1960er Jahre hinein auf dem Rassismus-Ticket ihre Wahlen. Sie verkündeten ihren Rassismus jedoch nicht derart unverblümt wie Bilbo, sondern umschrieben ihre Ansichten mit Sätzen wie „man muss die Südstaaten, vor Agitatoren, die von außerhalb kommen, beschützen“ o.ä.. Offen diffamierende Worte wie „Nigger“ oder „Kikes“ kamen dagegen nur sehr selten über ihre Lippen.
Es waren drei – eng mit dem Zweiten Weltkrieg verflochtene – Entwicklungen, denen Bilbo sich nun entgegenstemmte:
Als erstes war es der Krieg gegen Nazi-Deutschland und der damit einhergehenden Enthüllung des Holocaust, die zur Sensibilisierung der weißen Eliten gegenüber rassistischen Ausfällen – auch im eigenen Land – maßgeblich beitrug.
Hinzu kam: Herrschte zu Beginn des Zweiten Weltkriegs auch in den US-Streitkräften noch Rassentrennung, so wurde diese bis 1942 auf Drängen der Bürgerrechtsbewegung – weitgehend – aufgehoben. Gerade die Kriegserlebnisse – es gab zahlreiche hochdekorierte Kriegshelden mit schwarzer Hautfarbe – führten zu einem Erstarken des Selbstbewusstseins der afroamerikanischen Soldaten (bis Kriegsende belief sich ihre Zahl auf über 1 Million) und naturgemäß zu einer klareren Wahrnehmung der unverändert fortbestehenden Rassentrennung in ihrem Heimatland, den USA. Denn während die afroamerikanischen Soldaten in Europa und Asien für die Vereinigten Staaten kämpften, hatte die schwarze Bevölkerung in den Vereinigten Staaten selbst, insbesondere in den Südstaaten, weiterhin dieselben Schwierigkeiten.
Anlässlich seiner Rückkehr in die USA am Ende des Krieges erklärte etwa ein schwarzer Armeeangehöriger aus Alabama:
“I spent four years in the Army to free a bunch of Dutchmen and Frenchmen, and I’m hanged if I’m going to let the Alabama version of the Germans kick me around when I get home. No sireebob! I went into the army a nigger; I’m coming out a man.”
(„Ich habe vier Jahre in der Armee damit zugebracht einen Haufen Niederländer und Franzosen zu befreien, und ich will verdammt sein, wenn ich nach Hause zurückkehre und [weiter] zulassen werde, dass diese Alabama-Version der Nazis mich weiter herumschubst. Nein Sirrr! Als ich in die Armee eintrat war ich ein Nigger. Doch ich verlasse [jetzt] die Armee und bin ein Mann.“)
Drittens erhoben die USA nach dem Ende des Zweiten Weltkriegs den Anspruch, Führungsmacht der so genannten „Freien Welt“ zu sein. Dabei erwies sich Rassismus im eigenen Land als offensichtlicher Widerspruch und Achillesferse. Der Kalte Krieg befand sich zu dieser Zeit zwar noch in seiner Frühphase, doch die sowjetische Propaganda griff bereits verstärkt den Rassismus innerhalb der USA auf, insbesondere die zahlreichen Lynchmorde, die sich 1945/46 ereigneten.

#### „Einmal ein Ku Klux, immer ein Ku Klux...“
Die zunehmende, sich ständig verbreiternde Opposition ließen Bilbo nun vollends „aus sich heraustreten“: Im August 1946 brüstete er sich im Radioprogramm „Meet the Press“ damit, Mitglied des Ku-Klux-Klan gewesen und immer noch zu sein:
“No man can leave the Clan. He takes an oath not to do that. Once a Ku Klux, always a Ku Klux.” (New York Times, 10. August 1946)
(„Kein Mensch kann jemals den Klan [wieder] verlassen. Er schwört dies nicht zu tun. Einmal ein Ku Klux, immer ein Ku Klux.“)

### Das Ende
1946 wurde Bilbo zum dritten Mal zum US-Senator gewählt. Er schlug seine vier Gegenkandidaten in der Vorwahl der Demokraten mit 51 Prozent der Wählerstimmen. Bei der eigentlichen Wahl im November hatte er – wie schon 1934 und 1940 – keinen Gegenkandidaten. Doch seine Probleme nahmen beständig zu. Im September 1946 reichten Bürgerrechtsgruppen Beschwerden gegen Bilbo beim US-Senat ein. Zwei Sonderausschüsse untersuchten daraufhin die gegen Bilbo erhobenen Vorwürfe. Der erste Ausschuss kam hinsichtlich seiner Wahlkampf-Praktiken zu der Überzeugung, dass er einen grobschlächtigen und geschmacklosen Wahlkampf geführt habe und aus diesem Grunde zurücktreten solle. Der zweite Ausschuss deckte auf, dass er tausende Dollars, die für seine Wahlkampagne gespendet worden waren, in seine eigene Tasche hatte fließen lassen.
Die Berichte der beiden Ausschüsse lagen bereits vor, als der 80. Kongress am 3. Januar 1947 zum ersten Mal zusammentrat. Auf dieser Eröffnungssitzung untersagte die neue – republikanische – Mehrheit Bilbo, seinen Sitz einzunehmen. Bilbo sollte ihn auch nie mehr einnehmen. Er begab sich nach New Orleans, um sich in einem Krankenhaus einer Operation wegen seiner Erkrankung an Speiseröhrenkrebs zu unterziehen. Sechs Monate später – am 21. August 1947 – verstarb Theodore G. Bilbo in New Orleans, Louisiana in diesem Krankenhaus.

### „Rassentrennung oder Bastardisierung“
Anmerkungen zu Bilbos 1947 veröffentlichtem Buch: Take Your Choice: Separation or Mongrelization.

## Privates
Theodore G. Bilbo schloss seine erste Ehe am 25. Mai 1898 mit Lillian S. (geb. Herrington). Aus der Ehe ging die Tochter Jessie W. (verh. Smith) hervor. Lillian Bilbo (Herrington) starb 1899. In zweiter Ehe heiratete Theodore G. Bilbo Linda R. (geb. Gaddy). Die Ehe wurde 1938 wieder geschieden. Aus dieser Ehe ging der Sohn Theodore G. Bilbo, Jr. hervor.

## Statue
Im Capitol in Mississippis Hauptstadt Jackson stand etliche Jahre eine Statue Bilbos, entworfen 1953 von dem deutschen Bildhauer Fritz Behn, zentral in der Rotunde. Heute ist die Statue in einen Konferenzraum des Capitols geschafft worden und wird dort gelegentlich als Kleiderhaken benutzt.